# Weiler-Boppard
Weiler-Boppard ist ein Wohnplatz des Ortsteils Engehöll der Stadt Oberwesel am Mittelrhein.

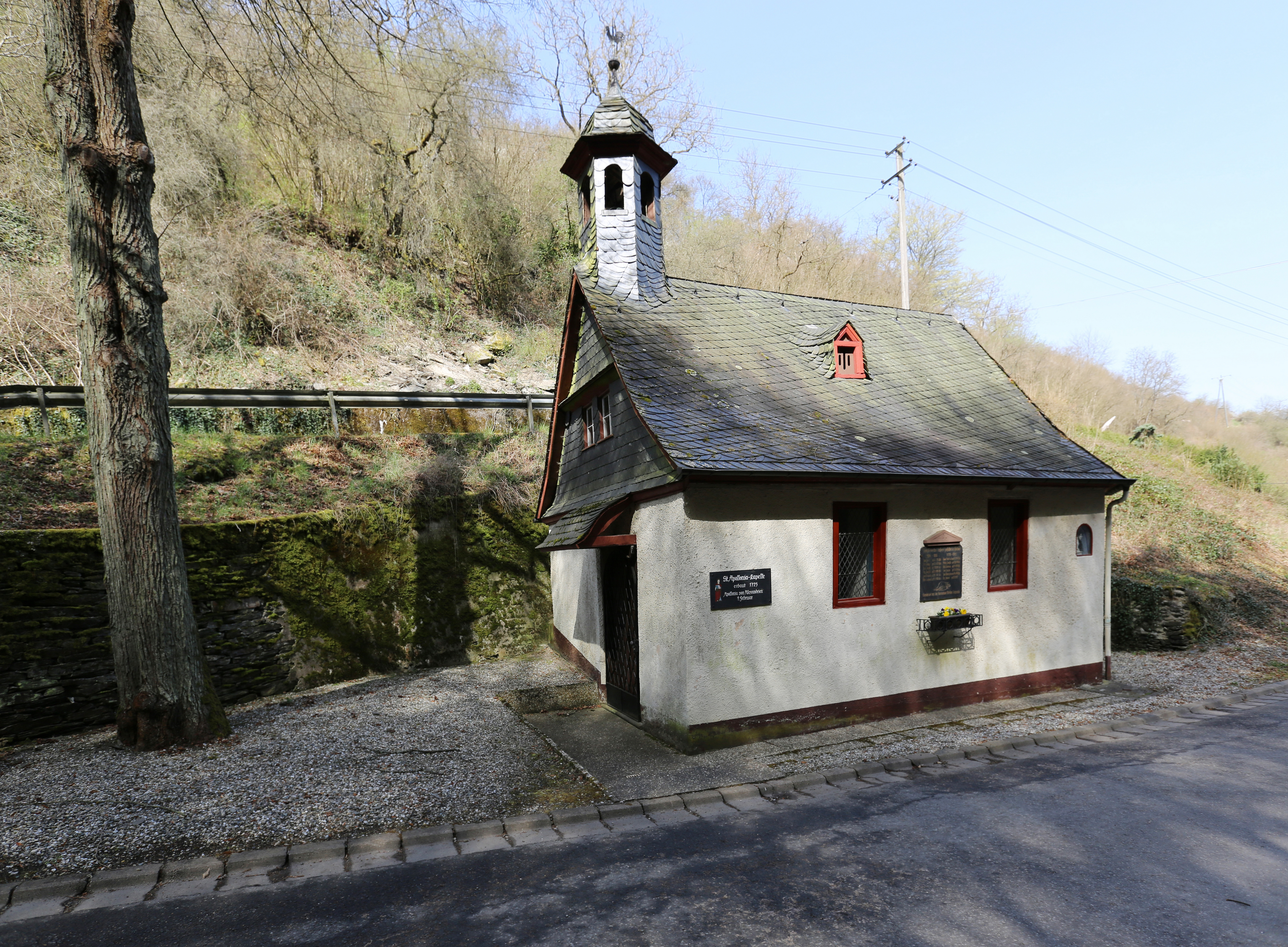
Apolloniakapelle

## Lage
Der Ortsteil liegt am Weiler-Bopparder Bach oder nur Bopparder Bach, einem rechten Seitentälchen des Oberbaches, der durch das Engehöller Tal nach Oberwesel fließt. Die Kreisstraße 91 erschließt den langgestreckten Straßenweiler zur L 220 in Engehöll.

## Geschichte
Der Wohnplatz mit seinen Wingerten wird erstmals im Jahr 1275 als Boppinroit erwähnt. Als weitere Schreibweisen des Ortsnamens sind 1331 zuo Boppinrat, 1424 Boppenrot; 1434 Boppenrait; 1507 zu Boppartt und 1611 in der Boppart überliefert. Seit dem Jahr 1808, in der Franzosenzeit, ist der Name amtlich Weiler Boppart. Es wird vermutet, dass der Name – ähnlich wie bei der gleichnamigen Stadt Boppard – auf keltische Wurzeln zurückgeht, der historische Namensteil -roit/rat deutet allerdings auf eine (Neu-)Gründung in der späten Fränkischen Landnahme hin. Der Ort war das Mittelalter hindurch Kurtrier und seinen belehnten Vasallen zinspflichtig, zuletzt war er in der Feudalzeit seit dem 17. Jh. an die Herren von Eltz verpfändet. Nach dem Dreißigjährigen Krieg wird die Einwohnerzahl für 1680 mit nur 10 Personen angegeben. Danach schwankte die Zahl um etwa 100 und der Höchstzahl von 1890 mit 155 Einwohnern, die im folgenden Jahrhundert wieder auf unter Hundert absanken mit Tiefpunkt von 55 für die 1960er Jahre.

## Wirtschaft
Der Ort ist landwirtschaftlich geprägt mit Schwerpunkt Weinbau. Dem Trend zur Flächenaufgabe beim Steillagenweinbau mit seinen schweren Arbeitsbedingungen mit beschränktem Maschineneinsatz sucht man durch moderne Anbaumethoden, Kellertechnik und Marketing sowie Flächenzusammenlegungen zu begegnen. Der Wein wird auch in eigenen Gutsschenken  ausgeschenkt, von denen die kleineren nur in der Saison und am Wochenende geöffnet sind. Für den aufkommenden Tourismus im Welterbe Kulturlandschaft Oberes Mittelrheintal werden Ferienwohnungen angeboten. Durch das Enghöller Tal ist die L 220 als Rieslingstraße ausgewiesen. Sonstige Arbeitsplätze werden in den verkehrstechnisch schnell erreichbaren Zentren Koblenz und Mainz gesucht.

## Sehenswürdigkeiten
Neben der Apolloniakapelle aus der ersten Hälfte des 18. Jh. ist das in der Nähe stehende alte Backhaus von 1830/40 denkmalgeschützt. (→ Liste der Kulturdenkmäler in Oberwesel#Engehöll)

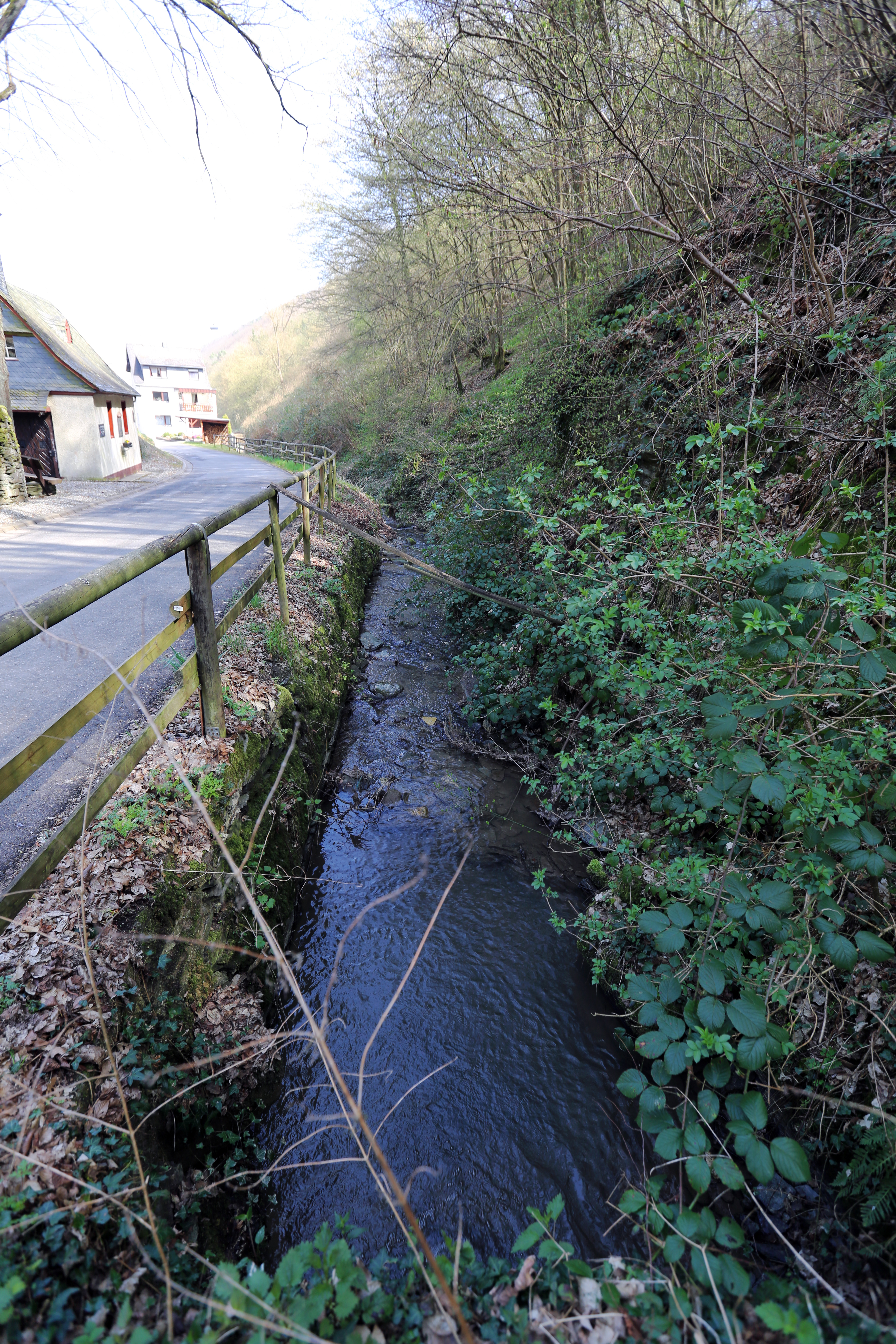
Weiler-Bopparder Bach
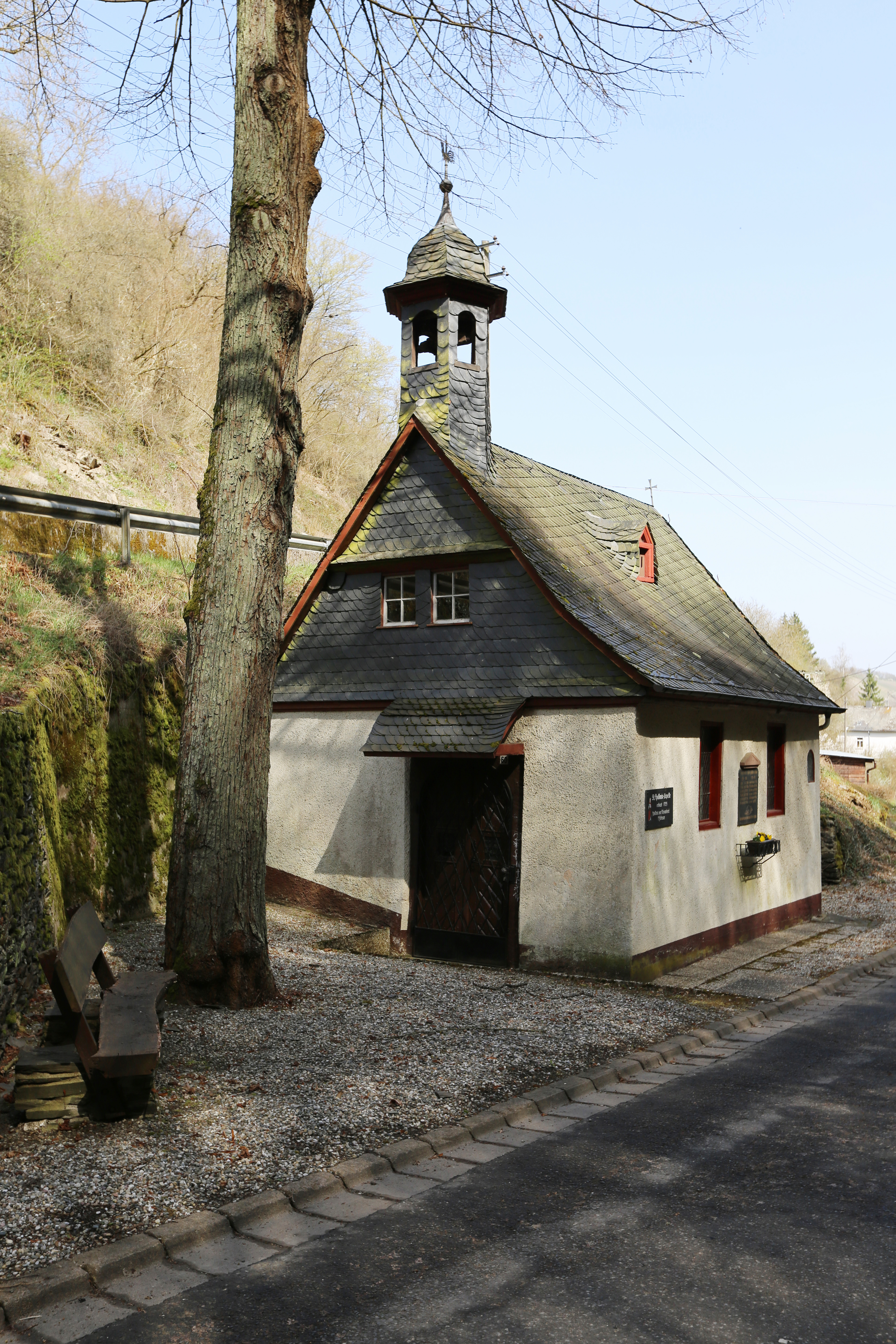
St. Apollonia-Kapelle
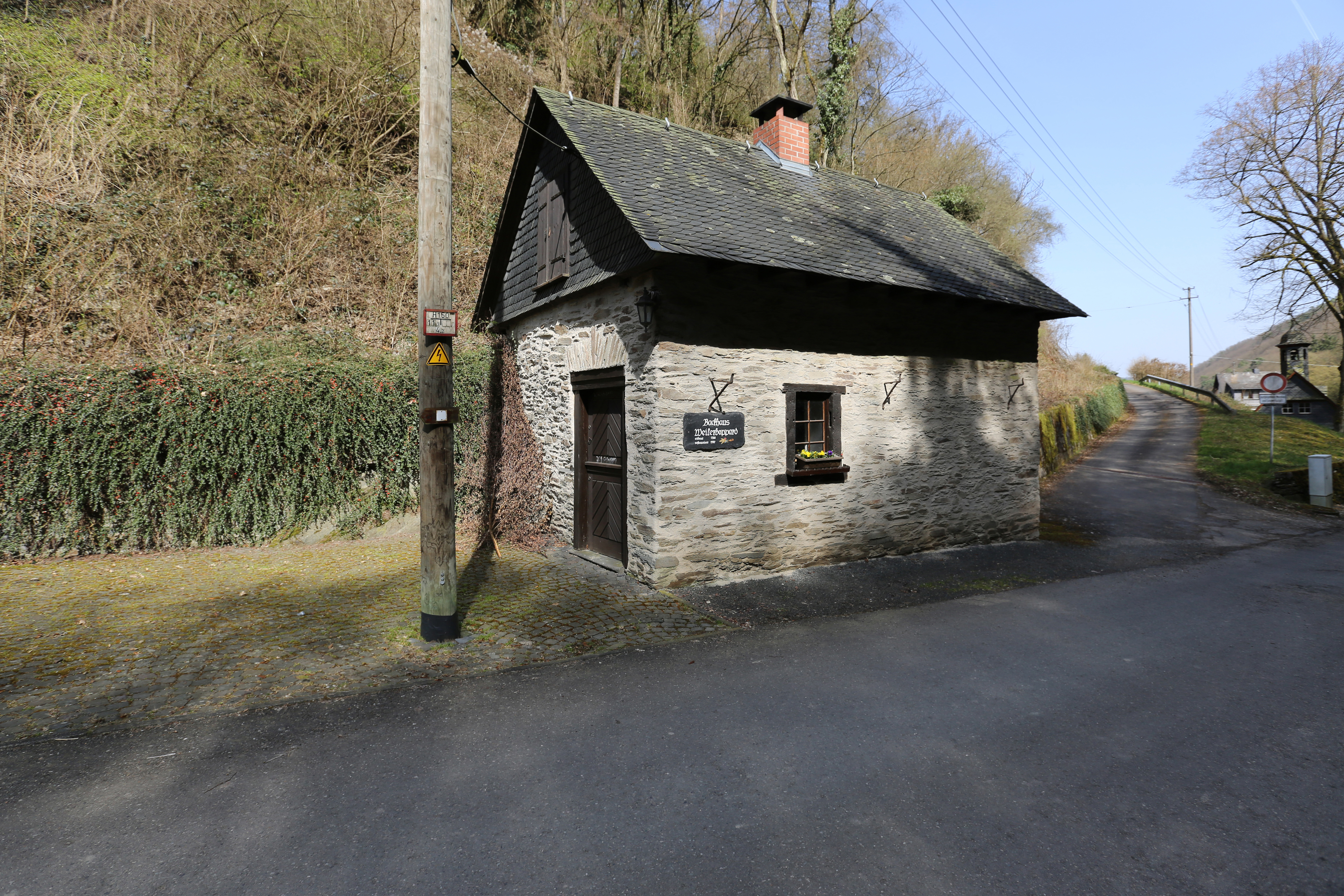
Altes Backhaus
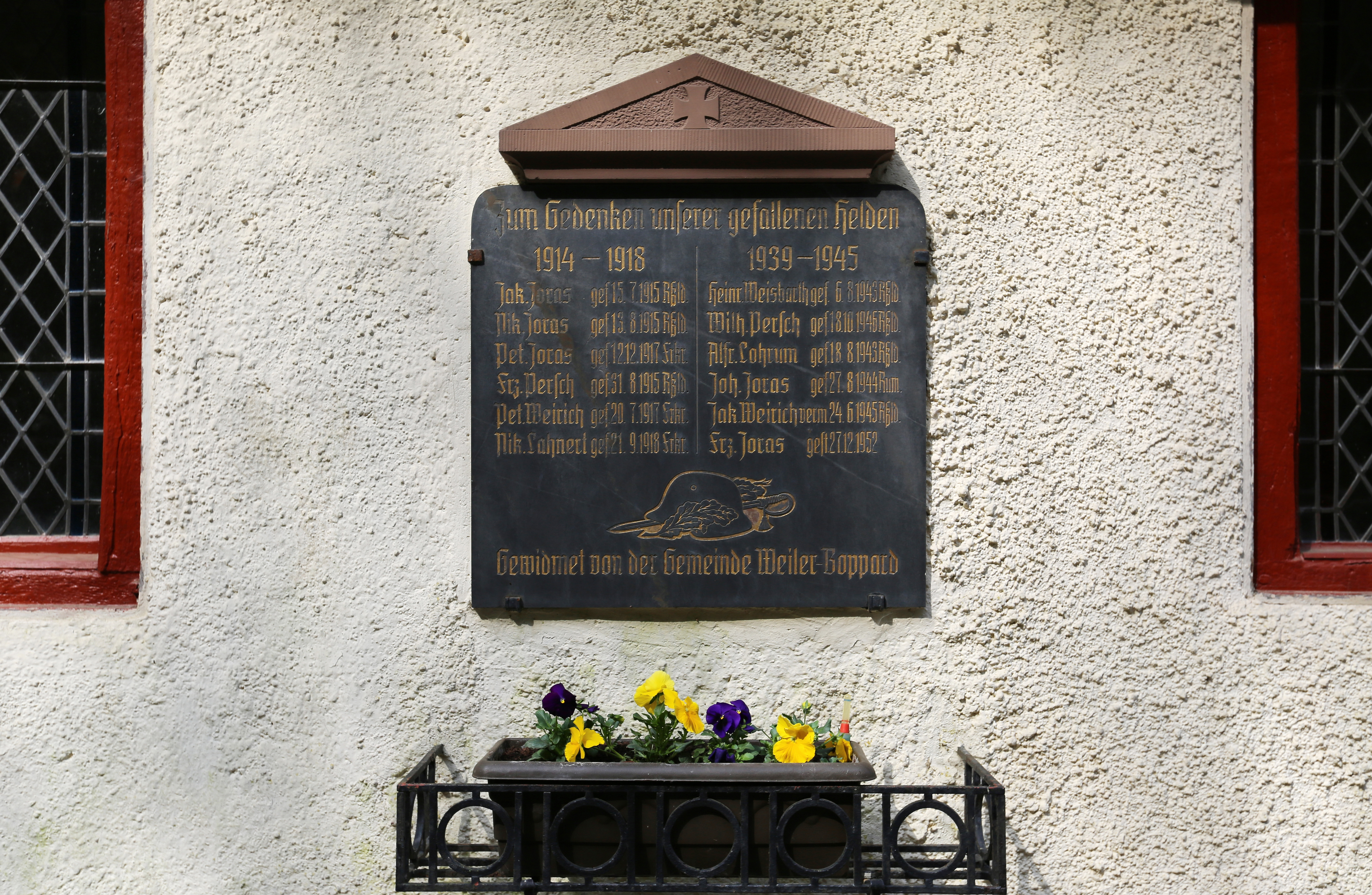
Kriegerdenkmal der Gemeinde